# Megaselia polonica
Megaselia polonica är en tvåvingeart som beskrevs av Ronald Henry Lambert Disney och Durska 1999. Megaselia polonica ingår i släktet Megaselia och familjen puckelflugor.
Artens utbredningsområde är Polen. Inga underarter finns listade i Catalogue of Life.